# هوارد بيرنهام
ماذر هوارد بيرنهام (بالإنجليزية: Howard Burnham) (27 مايو 1870-4 مايو 1917)، هو مهندس تعدين وضابط استخبارات وجاسوس أمريكي خلال الحرب العالمية الأولى. امتلك بيرنهام ساقًا خشبية استخدمها لإخفاء أدوات التجسس عندما كان وراء خطوط العدو.

## نشأته
وُلد بيرنهام لعائلة من المبشّرين في محمية سو الهندية في تيفولي في ولاية مينيسوتا قبل انتقالهم مباشرةً إلى لوس أنجلوس في كاليفورنيا، وسُمي على اسم ابن عمه الملازم هوارد ماذر بيرنهام، وهو ضابط في الحرب الأهلية في جيش الولايات المتحدة، قُتل في معركة في شيكاماوجا. توفي والده قس كنتاكي إدوين أوتواي بيرنهام، وهو رجل دين ومبشّر، منذ أن كان هوارد في الثالثة من عمره فقط. غادر بيرنهام ووالدته ريبيكا (إليزابيث) راسل بيرنهام الإنجليزية الأصل، للعيش مع عمه في ولاية أيوا، وبقي شقيقه فريد في كاليفورنيا ليردّ ديون العائلة وشق طريقه لوحده.
درس بيرنهام في مدرسة في ولاية ماساتشوستس في الرابعة عشرة من عمره، وساعده أخوه بعدها للعودة إلى لوس أنجلوس بسبب مرضه وإصابة ساقه. قُطعت ساقه من تحت الركبة بأربع بوصات، وعانى من مرض السل بعدها فبقي في فترة نقاهة لمدة عامين. عاش خلال هذين العامين بساق خشبية مع شقيقه الذي علمه كيفية إطلاق النار وركوب الخيل وبعض الأعمال الخشبية. اهتم بيرنهام بالقراءة وتميّز بذاكرة ممتازة، واستمتع بقراءة كتب الاستراتيجيات والتكتيكات العسكرية والتاريخ والجيولوجيا والمعادن والتعدين. ذهب بجولة في الصحاري من وادي الموت إلى ولاية كاليفورنيا السفلى، وعاش بين الهنود في كاهويلا في أغوا كالينتي (المعروفة الآن باسم بالم سبرينغز في كاليفورنيا).
تعرّض لطلق ناري خلال إحدى الرحلات الاستكشافية في الصحراء في عام 1888، وذلك أثناء سفره على طريق قديم يصل إلى الجبال بين كاويا وسان جاسينتو. روى القصة بعدها بأنه قابل هنديًا أجرى معه محادثة باللغة الإسبانية قبل أقل من ساعة من الهجوم. واصل بيرنهام طريقه وأُصيب حينها بطلق ناري في ساقه اليمنى ثم في اليسرى. أدرك بيرنهام أنه الهندي الذي التقى به قبل وقت قصير، وكان يعلم أن هذا الهندي كان يحمل بندقية من نوع وينشستر، وهو الذي أطلق النار عليه.
درس بيرنهام التعدين لعدة سنوات، وعمل بشكل متقطع في صحراء كاليفورنيا كمهندس تعدين في منجم آلفورد، وهو منجم ذهب لعائلة بيرنهام-كلاب وشركائهم من باسادينا بين عامي 1885 و1891. حاز على شهادة التعدين المهنية من شركة المحيط الهادئ للأعمال في سان فرانسيسكو، وهي شركة لفحص المعادن يملكها هينري غاربر هانكس، وهو أول خبير بعلم المعادن في كاليفورنيا.

## جنوب أفريقيا وروديسيا
بقي بيرنهام في كاليفورنيا بعد أن حُرِق منجم آلفورد في الولاية حتى عام 1894، وعمل على تيسير شؤون أسرته بالمنجم، وغادر إلى جمهورية جنوب أفريقيا للانضمام إلى شقيقه فريد الموجود بالفعل في بولاوايو في ماتابيليلاند. سرعان ما وجد فرصة عمل كمهندس تعدين، وكان مسؤولًا عن مختبر الفحص وغرفة الصهر في منجم لانغلاتيه رويال في ترانسفال. استعد بيرنهام في عام 1895 لمرافقة شقيقه في رحلة استكشافية واسعة النطاق في شمال روديسيا، وذلك عندما مرض وأُرغم على المغادرة إلى أوروبا للتعافي. غادر إلى ألمانيا برفقة ابن أخته رودريك ثم ذهب الاثنان إلى لندن. تزوج بيرنهام من زوجته الأولى مارغريت في عام 1895.
عاد إلى الولايات المتحدة والتحق بمدرسة ميشيغان للتعدين (المعروفة الآن بجامعة ميشيغان التكنولوجية)، من عام 1896 إلى عام 1898، وتخرج في أول سبتمبر في عام 1898. عاد هو وزوجته إلى أفريقيا حيث عمل في نقابة إنجليزية، وأشرف على أكثر من 2000 منجم في منجم الذهب روزا ديب بالقرب من جوهانسبرغ في جنوب أفريقيا. أصبح بيرنهام كبير الكيميائيين والمهندس ومساعد مفتش المناجم أثناء وجوده في محافظة الترانسفال، وكتب كتابًا بعنوان «تقييم المناجم الحديثة».
لم يخف بيرنهام من اندلاع حرب البوير الثانية في عام 1899 في جنوب أفريقيا بسبب جنسيته الأمريكية. بقي في البداية في عمله في جمهورية البوير، وأرسل زوجته إلى كيب تاون في جنوب أفريقيا ثم إلى مستعمرة بريطانية كإجراء وقائي. ساء الوضع في جوهانسبرج بسرعة، فاستولى البويريين على المنجم وبدؤوا العمل فيه بما يخدم مصلحتهم. سافر بيرنهام إلى شرق لندن في جنوب أفريقيا لإبلاغ مدراء النقابة بالوضع. قبض عليه البريطانيون واحتجزوه قبل 24 ساعة من إثبات نفسه كمواطن أمريكي. عاد إلى جوهانسبرغ وقبض عليه البويريين الذين أخذوه كجاسوس بريطاني.
عاش بيرنهام في كل من إنجلترا وجنوب أفريقيا لعدة سنوات، وألقى المحاضرات وساهم في سلسلة من المقالات حول تقنيات التعدين والمبادئ المتنوعة الكامنة وراء تمويل شركات التعدين وخاصة «معدل المخاطرة». تزوج بيرنهام من كونستانس نيوتن في لندن في 18 نوفمبر في عام 1903، التي التقى بها على متن السفينة خلال رحلته إلى جنوب أفريقيا. أصبح بيرنهام زميلًا غير مقيم في المعهد الملكي الاستعماري في لندن من عام 1905 حتى عام 1908 تقريبًا.

## المكسيك

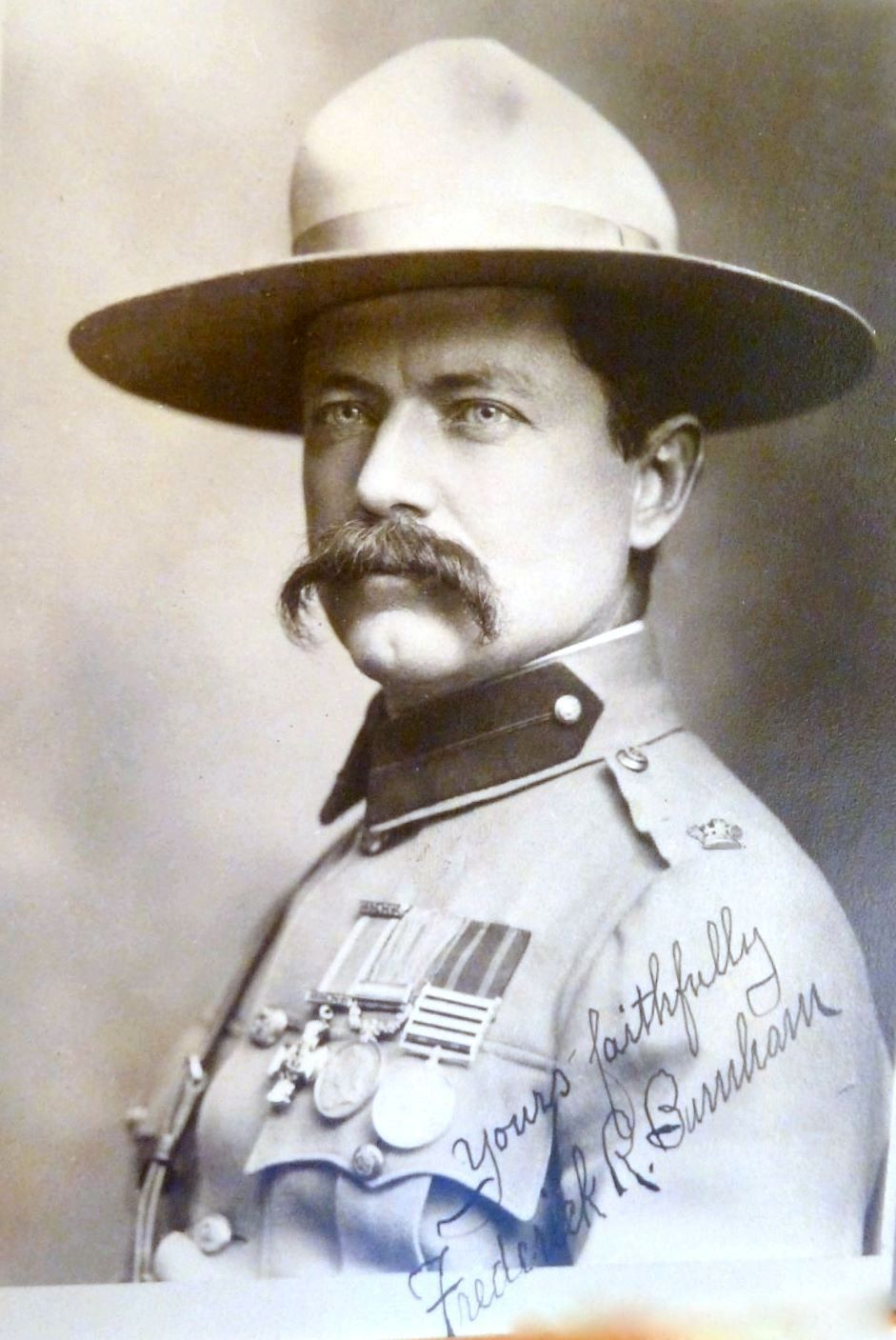
هوارد بيرنهام عام 1900

عاد بيرنهام إلى أمريكا الشمالية في عام 1907، وارتبط على مدار السنوات القليلة المقبلة بمشروع الري في نهر ياكوي في المكسيك مع أخيه فريد، وبقيت زوجته وأطفاله في إنجلترا وفرنسا. ذهب بيرنهام وصديقه وادهام من لندن برحلة استمرت لمدة شهر تتعلق بالجيولوجيا والتعدين في سونورا في المكسيك، وذلك نيابة عن شركاء الأعمال الأمريكيين والإنجليز في عام 1908. أُجريت العديد من المفاوضات لشراء أربعة عقارات، وهي ذا باتو، وميكوايت، ولا فييرا وعقار آخر. اعتقد أن لا فييرا هو الأفضل، ووضع مجموعة صغيرة من الرجال تحت إشراف جون أندرسون للعمل هناك. سافر مع هيكتور ووكر الإنجليزي في عام 1909 على مسافة 300 ميل من فينيكس في أريزونا إلى المكسيك، ثم شرقًا عبر تشيهواهوا وإلى سييرا مادريس للبحث عن أراض وفيرة بالمعادن الجيدة.

## التجسس في الحرب العالمية الأولى
عمل بيرنهام خلال الحرب العالمية الأولى في الاستخبارات الفرنسية. اعتُقل بالقرب من تامبيكو في المكسيك كجاسوس مشتبه به في عام 1914، وأُطلِق سراحه بمساعدة وزير الخارجية الأمريكي وليام جينينغز براين. غادر المكسيك متوجهًا إلى فرنسا وتوقف في برشلونة بإسبانيا وهو في طريقه إلى الجزائر ثم إلى مستعمرة فرنسية اخترقتها الاستخبارات الألمانية لدعم المتمردين.
أُرسِل في مهمة خطيرة لقيادة 28 جنديًا في الصحراء لمقابلة المتمردين وإقناعهم بإحلال السلام مع الفرنسيين. واجهت المجموعة في طريقها عشيرة معادية، وفقدت 20 رجلًا واستُنزفت جميع ذخائرهم وأسرهم. أعدمت العشيرة المعادية جميع الرجال باستثناء بيرنهام. دافع بيرنهام عن أحد رجال الدين القدماء في العشيرة، والذي كان قد وقع في وقت سابق في مشكلة مع الفرنسيين في الجزائر العاصمة، وأدى ذلك إلى إطلاق سراحه. عاد بيرنهام إلى الجزائر بمفرده ثم أرسل إلى فرنسا.
أرسلت المخابرات الفرنسية بيرنهام عبر خطوط العدو في عام 1917 كجاسوس لاكتشاف ما إذا كان الألمان يستعدون لبناء جبهة جديدة عبر جبال الألب. استخدم بيرنهام هويته الأصلية كمهندس تعدين أمريكي عند سفره عبر سويسرا المحايدة، وعبر إلى ألمانيا بحجة سوء حالته الصحية، فظهرت عليه أعراض مرض السل بشكل قوي. قضى بيرنهام الكثير من الوقت في المنتجعات الألمانية قبل الحرب، وكان عمله لصالح المخابرات الفرنسية سريًا، وبالتالي لم تكتشف السلطات السبب الحقيقي لإصابته بالمرض مرة أخرى. بالإضافة إلى ذلك، سافر بيرنهام بكثرة وبحوزته كميات كبيرة من العملات الذهبية الأمريكية التي كان يعالج بها نفسه، وكانت هناك حاجة ماسة إلى الذهب في ألمانيا في زمن الحرب. ومع ذلك، فتشته السلطات الألمانية وراقبته عن كثب طوال فترة إقامته.
استغل بيرنهام وجوده في ألمانيا، واستخدم مهاراته الهندسية لتحويل المواد المنزلية البسيطة إلى أدوات مسح مفيدة، واستخدم ساقه الخشبية لإخفاء هذه الأدوات عندما سافر إلى أماكن مثل باد نوهايم الألمانية. لم يتمكن من دفع تكاليف علاجه المرتفعة دائما (500 دولار شهريًا مدفوعًا بالذهب)، فحلّ ضيفًا في كل منتجع في ألمانيا. أصرّت السلطات الألمانية على مراجعة جميع مراسلاته، وأن يرافقه ممرض أو أكثر وسكرتير خاص. اعتمد على ذاكرته الرائعة نظرًا لأنه لم يكن قادرًا على تسجيل استطلاعاته والنتائج الأخرى على الورق بشكل دائم.
أصيب بيرنهام بمرض شديد فعاد إلى سويسرا بسبب حالته الصحية. نقلت الحكومة الفرنسية بيرنهام إلى كان في فرنسا. نقل بيرنهام أسراره إلى ضباط استخباراتيين آخرين وهو على فراش موته، ونقلت الحكومة الفرنسية عائلته من إنجلترا إلى كان. وُصفت البيانات التي جمعها بيرنهام بأنها مقنعة، فلم يفتح الألمان جبهة جديدة في جبال الألب، ولم تكن هناك حاجة لنقل القوات المتحالفة معها من الجبهة الغربية. دُفن في مدينة كان بجانب قبر المغامر الأمريكي آبراهام كينغسلي ماكوكبر لتكريم الأميرال الفرنسي فرانسوا جوزيف بول دي غراس الذي مكّن أسطوله جورج واشنطن من الفوز على اللورد كورنواليس في مدينة يوركتاون بولاية فرجينيا في عام 1781.